# Jurij Oleša
Jurij Karlovič Oleša (3. března 1899 Kropyvnyckyj – 10. května 1960 Moskva) byl rusky píšící sovětský spisovatel polského původu narozený na Ukrajině. K jeho nejznámějším pracím patří román Závist. Je rovněž autorem výroku „spisovatelé jsou inženýři lidských duší“, který od něj převzal a zpopularizoval ho Josif Stalin. Někdy je se svými přáteli Ilfem a Petrovem, Valentinem Katajevem, Eduardem Bagrickým, Dmitrijem Merežkovským a Isaakem Babelem řazen k tzv. oděské spisovatelské škole. Byl spolu s nimi po říjnové revoluci členem oděské literární skupiny Zelená lampa. V Oděse se Olešova rodina usadila roku 1902.

## Život
V roce 1917 nastoupil na právnickou fakultu, ale o dva roky později svá studia přerušil a stal se během občanské války dobrovolníkem v Rudé armádě. Psal tehdy též komunistickou propagandu. Po občanské válce se vrátil do Oděsy, roku 1921 pak přesídlil do Charkova. V roce 1922 publikoval svou první povídku Anděl a téhož roku se přestěhoval do Moskvy, kde dostal možnost pracovat v oblíbeném železničářském periodiku Gudok (Píšťala). Pro něj začal psát satirickou poezii pod pseudonymem „Sekáč“. Nakonec z těchto veršů sestavil dvě sbírky básní, v letech 1924 a 1927. Poté se přeorientoval na psaní prózy a dramatu. Jeho prozaický debut z roku 1927, román Závist, se stal jeho nejoblíbenějším dílem. Staví do kontrastu starý a nový společenský řád, stejně jako individualismus a kolektivismus. Záhy publikoval další oblíbené dílo, pohádku Tři tlouštíci. Do konce dvacátých let byl ještě poměrně publikačně činným (například povídka Liompa z roku 1928 či Třešňový kámen z roku 1929), avšak od 30. let se stalinistická cenzura zostřila a Oleša ztratil možnost publikovat. Aby se vyhnul vlně represí, podepsal v srpnu 1936 prohlášení požadující rozsudky smrti pro obžalované v prvním z moskevských procesů. Mohl tak napsat scénář k filmu Přísný mladý muž, který natočil režisér Abram Room, avšak snímek se vůbec nedostal do kin a ihned zamířil do trezoru – promítán směl být až v 70. letech 20. století. Na rozdíl od mnoha kolegů nebyl Oleša nakonec zatčen, přesto už nikdy nic výrazného nenapsal. Sovětská realita ho vnitřně zcela zničila a uchýlil s k alkoholu, s čímž byla spjata řada incidentů v hostincích. Když byl Isaac Babel v roce 1940 zatčen, řekl svým vyšetřovatelům, že Oleša praktikuje „právo na zoufalství“. Zemřel na selhání srdce v roce 1960. Posmrtně, roku 1965, vyšly jeho deníkové záznamy Ani den bez řádky.

### Česky vyšlo (první vydání)
- Tři tlouštíci, Praha, Melantrich 1936 (překlad Zdenka Havránková a Jarmila Urbánková)
- Závist, Praha, Melantrich 1936 (překlad S. Pírková)
- Láska a hvězdy, Praha, Státní nakladatelství krásné literatury a umění 1963 (překlad Anna Nováková)
- Ani den bez řádky, Praha, Odeon 1974 (překlad Zdeňka Psůtková)